# Wilsdruff

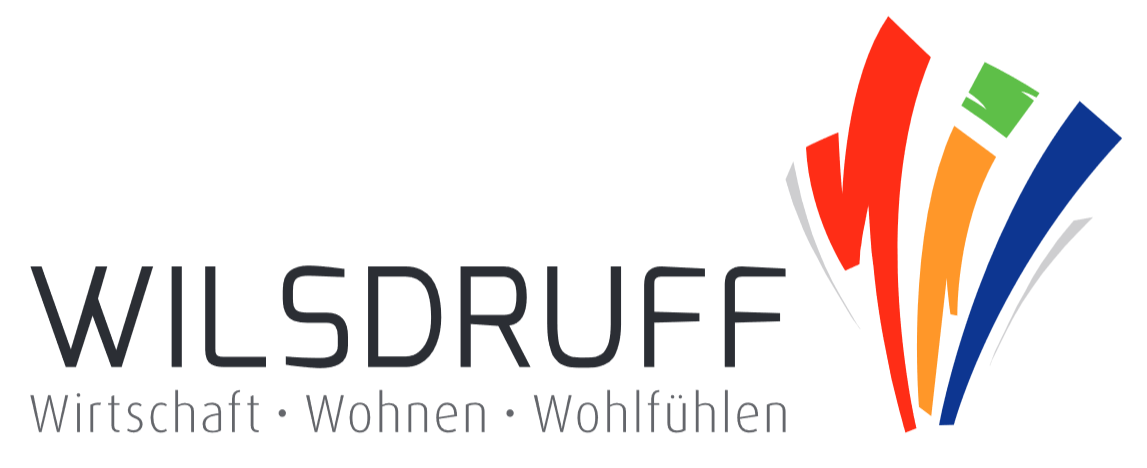
Logo der Stadt Wilsdruff

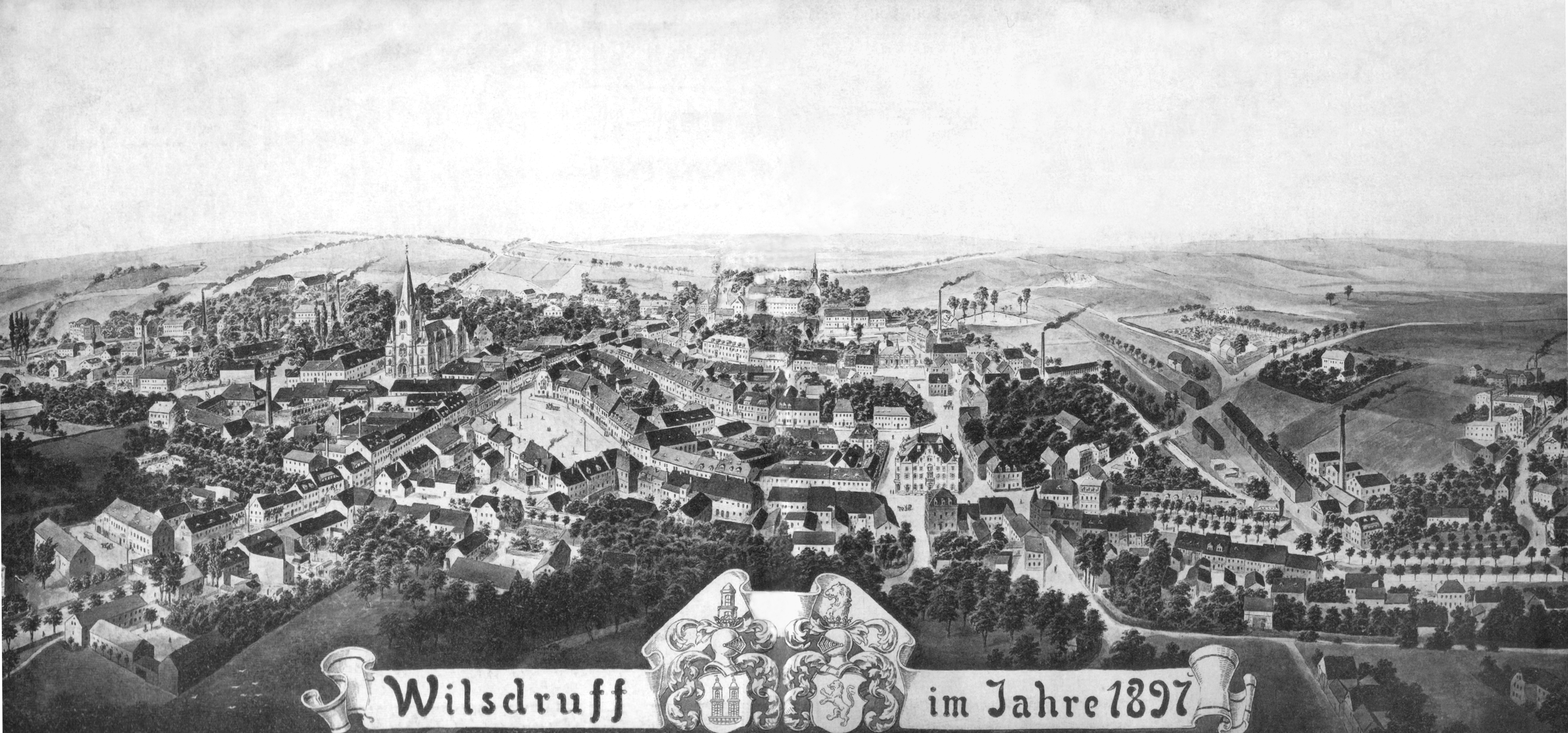
Stadtansicht von 1897

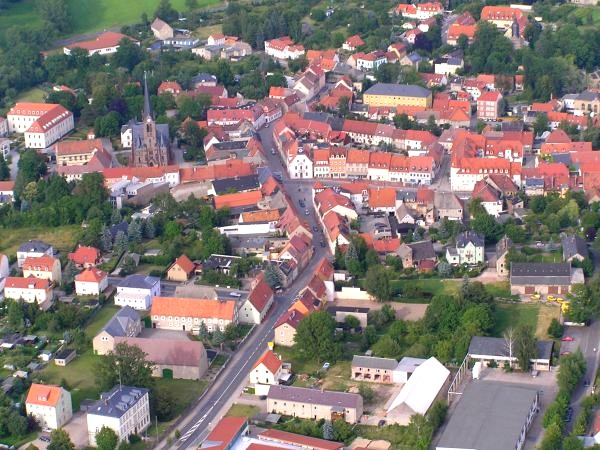
Luftbildaufnahme der Stadt aus Richtung Westen

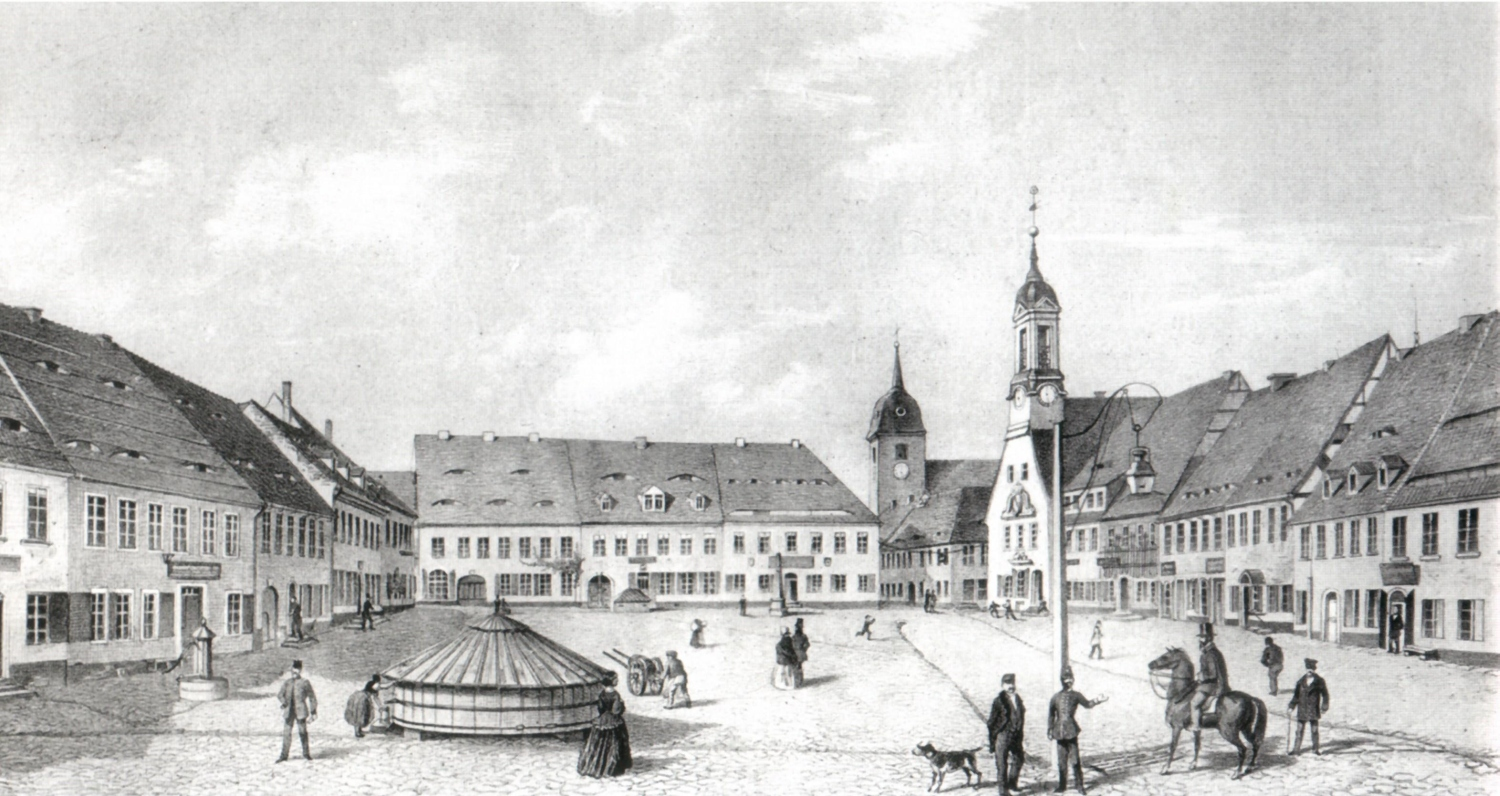
Marktplatz, um 1860

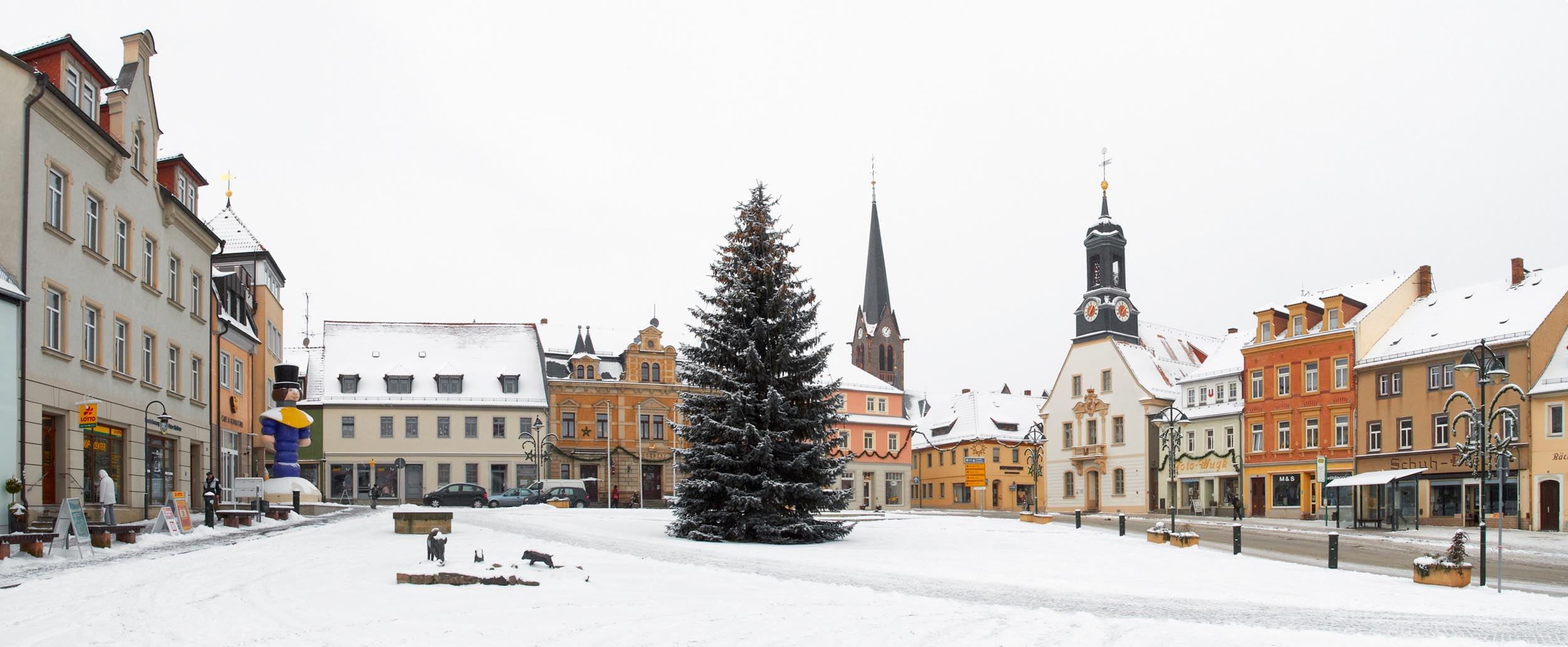
Nordseite des Marktes in winterlichem Ambiente

Karte von Wilsdruff (1746)

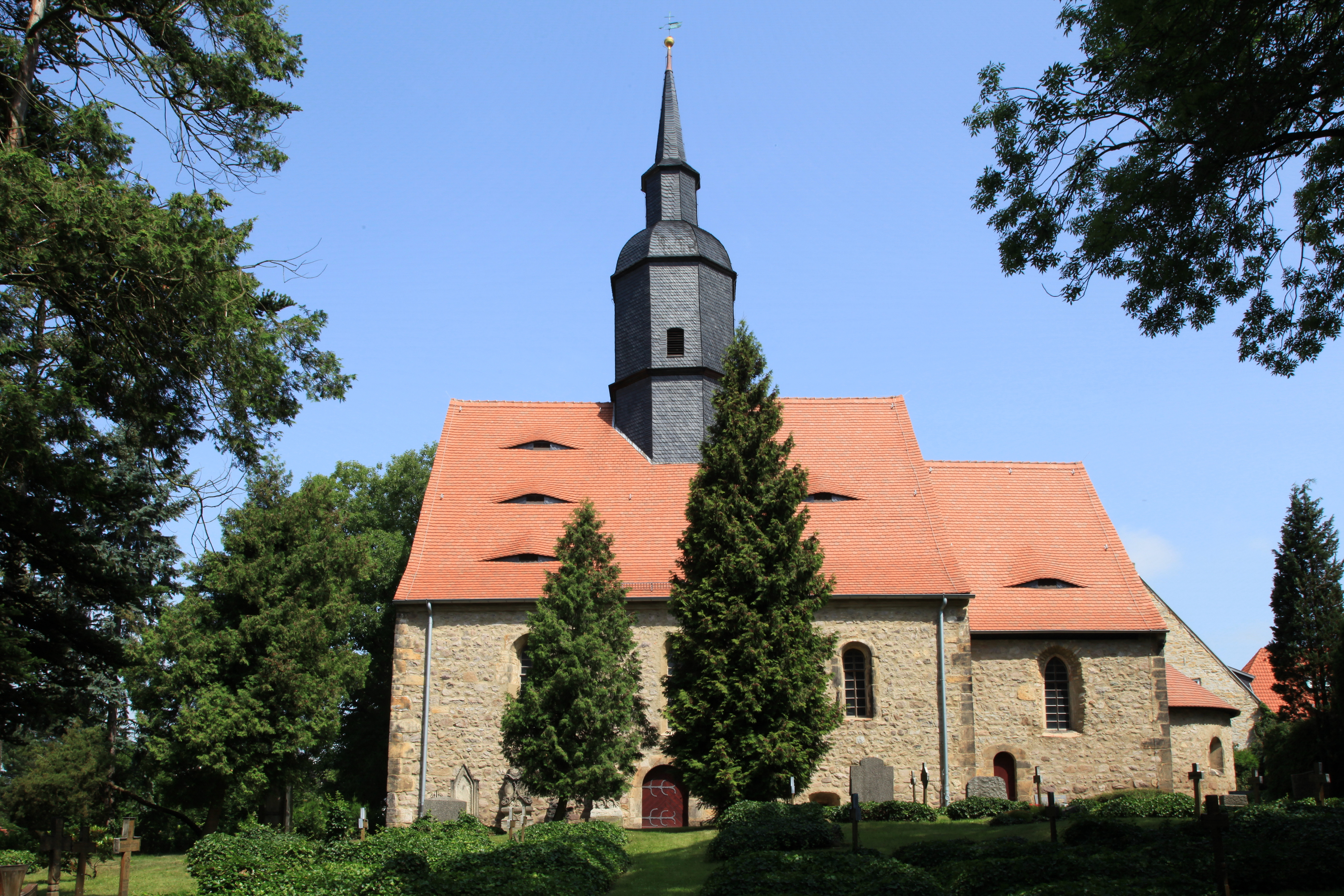
Jakobikirche, heute Autobahnkirche – älteste romanische Kirche in Sachsen

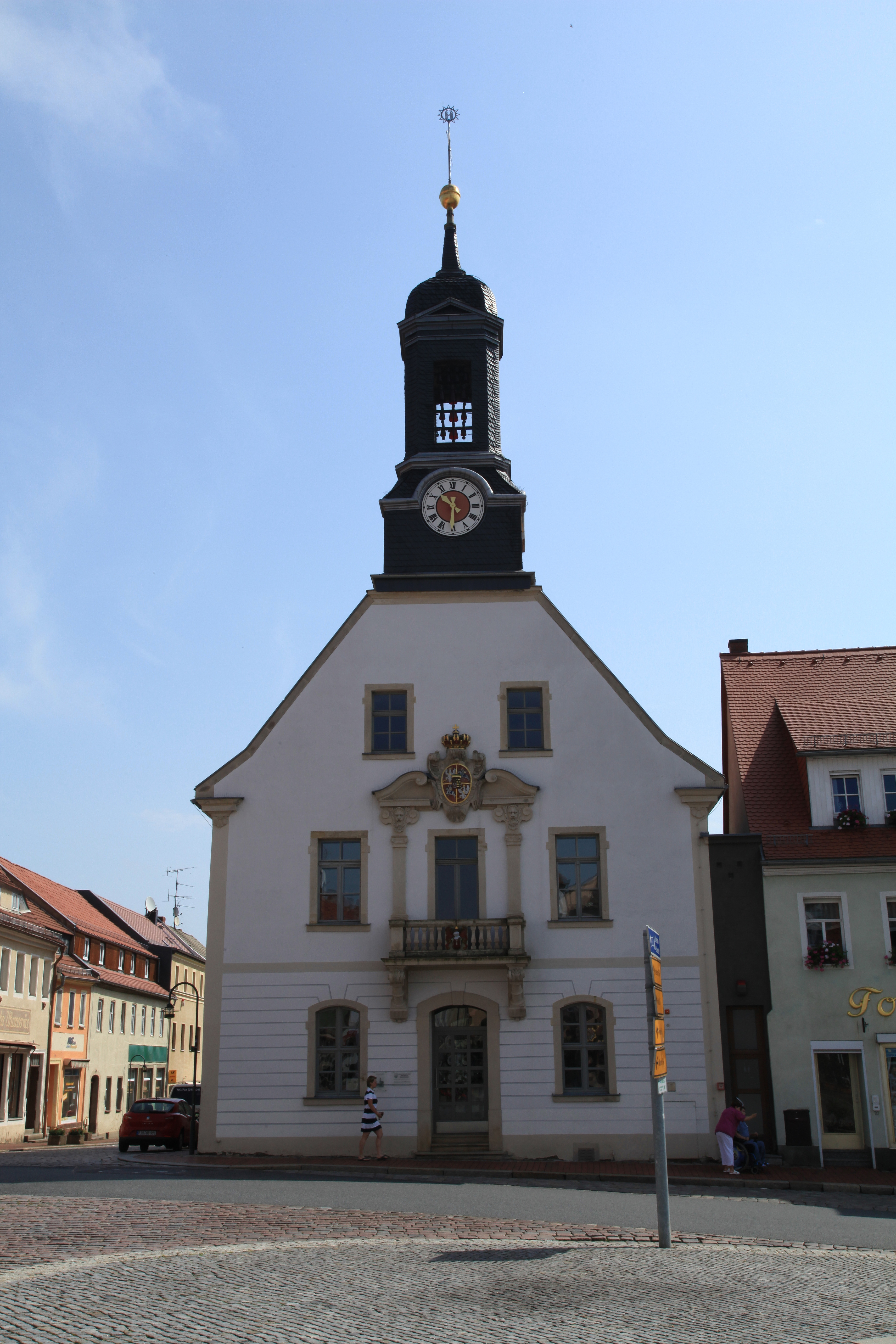
Rathaus mit dem ersten Glasglockenspiel der Welt

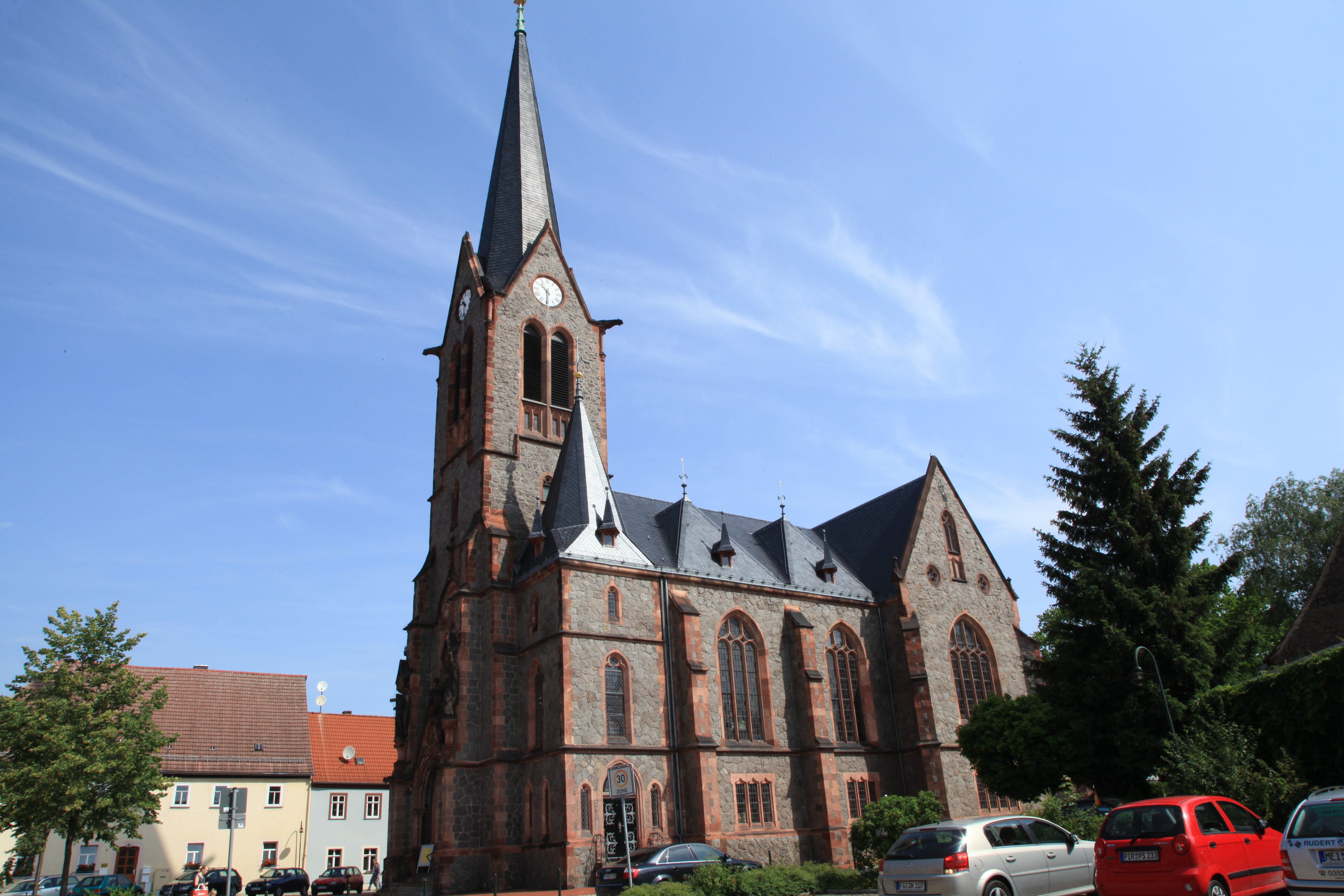
Nikolaikirche

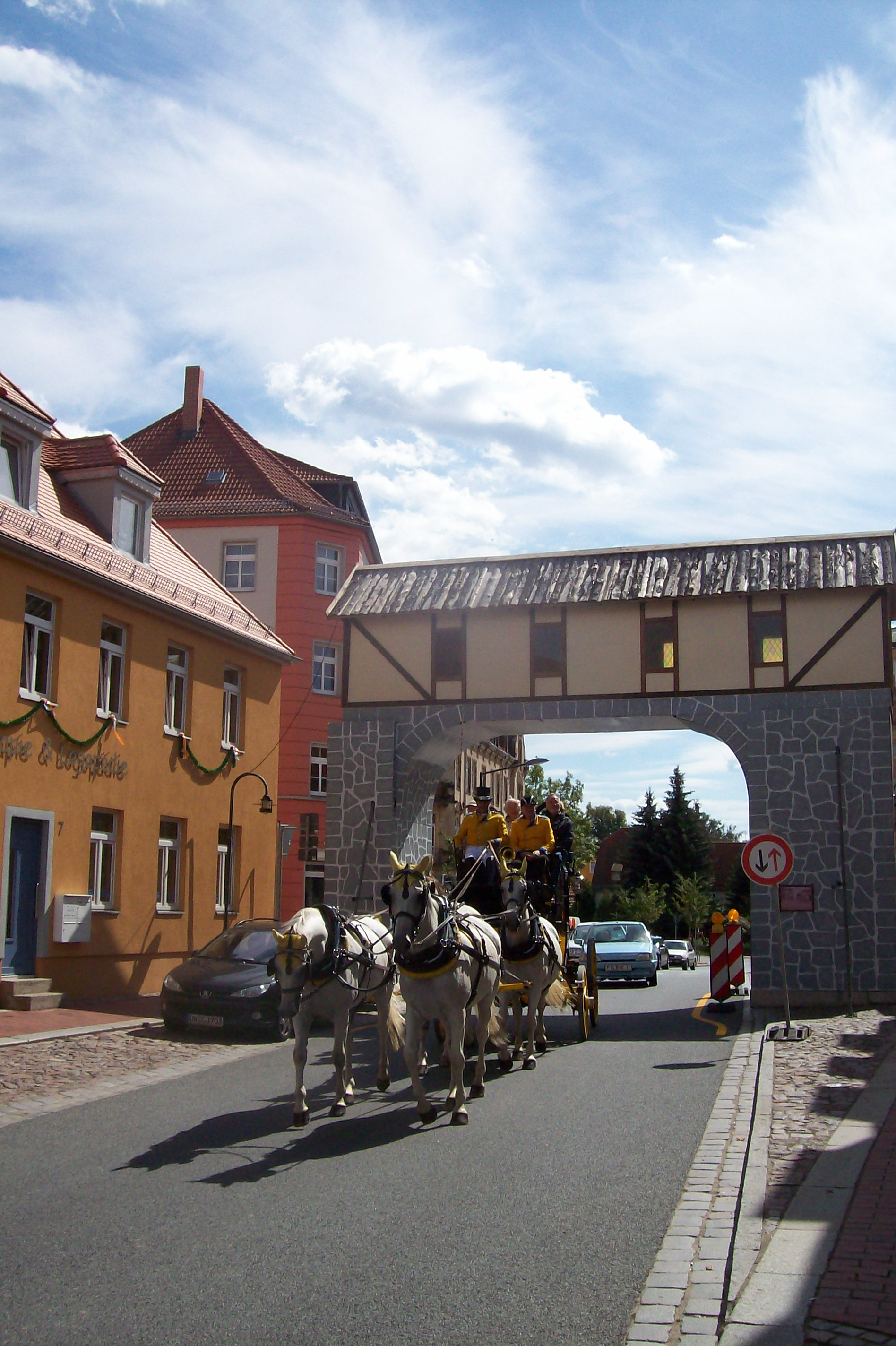
Postkutsche passiert eines der zum Stadtfest 2009 nachgebauten und nun nicht mehr vorhandenen Stadttore

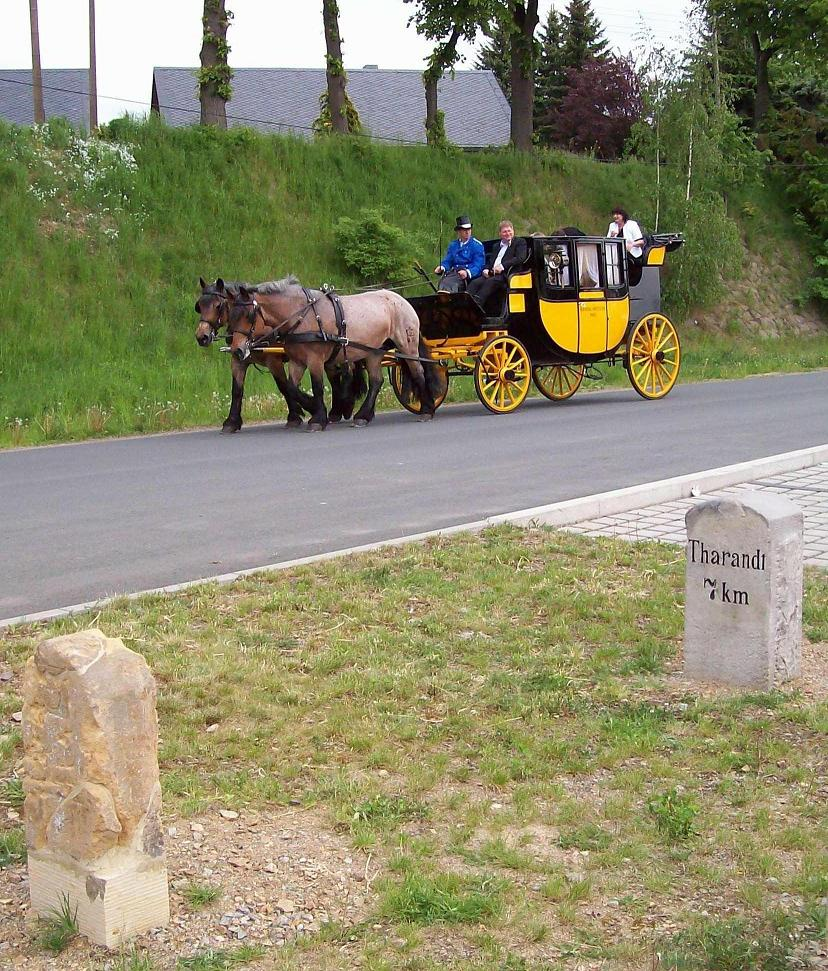
Postkutsche und Kilometerstein sowie Chaussee- bzw. Straßenwärterstein am ehem. Bahnhof

Wilsdruff ist eine Kleinstadt am Bach Wilde Sau westlich von Dresden im Landkreis Sächsische Schweiz-Osterzgebirge (Sachsen). Sie ist das städtische Zentrum einer „Wilsdruffer Land“ genannten Region, welche sich in etwa mit dem ehemaligen Amtsgerichtsbezirk Wilsdruff deckt.
Wilsdruff war bekannt durch den Mittelwellensender Funkturm Wilsdruff und die Möbeltischlerei, welche im späteren 19. Jahrhundert und während des 20. Jahrhunderts auch industriell betrieben worden ist.

## Wappen
Das auf Siegelbildern beruhende Stadtwappen zeigt zwei rote Türme über einer roten Ziegelmauer in silbernem Felde. Die Darstellung symbolisiert in typischer Weise den Stadtstatus. Die bis ins frühe 17. Jh. nachweisbaren Siegelbilder zeigen lediglich zwei Türme ohne Mauer, was ein ursprüngliches Fehlen der seit dem 16. Jh. bezeugten Stadtbefestigung nahelegt.

## Geographie

### Geologie
Das Wilsdruffer Land bildet eine der geologisch interessantesten Regionen Sachsens, da im Dreieck zwischen Freital, Freiberg und Meißen alle Erdzeitalter gut nachweisbare Spuren hinterlassen haben. Der Wilsdruffer Syenit wird oft in Lexika abgebildet, der durch einen Steinbruch freigelegte Porphyrfächer beim Ortsteil Mohorn-Grund im Tharandter Wald (Gemarkung Grillenburg der Stadt Tharandt) stellt eine weltweit ziemlich einmalige Besonderheit dar.

### Stadtgliederung
- Birkenhain
- Blankenstein
- Braunsdorf (PLZ: 01737)
- Grumbach
- Grund
  - Herstellung der „KNOX Räucherkerzen“
  - Waldbad
  - Bezeichnung als „Klein Tirol“
- Helbigsdorf
- Herzogswalde
- Kaufbach
- Kesselsdorf
  - Barockkirche (unter George Bähr gestaltet)
  - Schlacht bei Kesselsdorf im Zweiten Schlesischen Krieg
- Kleinopitz (PLZ: 01737)
- Limbach
- Mohorn
- Oberhermsdorf (PLZ: 01737)
- Wilsdruff

Auf Teilen der Fluren Limbach, Birkenhain, Wilsdruff und Grumbach befindet sich die Ortswüstung Hasela.

## Geschichte

### Orts- und Stadtentstehung
Wilsdruff wurde 1259 (Wilandestorf) erstmals urkundlich erwähnt. Es war als Waldhufendorf mit etwa 30 Bauernstellen und einer Dorfkirche (Jakobikirche) an der Kreuzung wichtiger Wege angelegt. Die Reste dieses Waldhufendorfes sind neben der Jakobikirche und der recht stark parzellierten Waldhufenflur zwei bis drei ehemaliger bäuerliche Güter anzusehen. Weitere einst vorstädtische Hausgrundstücke dürften in einstigen Bauerngütern des Dorfes ihren Ursprung haben. Wahrscheinlich im frühen 13. Jahrhundert wurde in der Dorfmitte bedingt durch verkehrsgünstige Lage und frühe zentrale Funktion (Kirchort, Marktort) eine städtische Siedlung mit planmäßigen Charakter mit Stadtkirche (Nicolaikirche) (Reste eines sicher vom Erstbau herrührenden, spätromanischen Portales in Turmvorhalle übernommen) angelegt. Die im 12. Jahrhundert entstandene Kaufmannssiedlung wurde aufgrund Nikolaipatroziniums der Stadtkirche im Bereich derselben zwar vermutet. Dies ist aber nicht belegbar. In einer Urkunde von 1281 erschien Wilsdruff erstmals mit einer städtischen Siedlungsbezeichnung oppidum Wilandesdorf. 1294 wurde sie civitas (Stadt) genannt.

Es lassen sich die Namensformen Wielandißdorff für 1620 und Wüllanstroff für 1640 nachweisen.
Vom Hochmittelalter bis Reformation war Wilsdruff der Hauptort eines Erzpriestersprengels (sedes). 1447, 1584, 1634, 1686 und 1744 gab es verheerende, vor allem die Innenstadt betreffende Stadtbrände.

### Verfassung und Verwaltung
Vom frühen 15. bis zur Mitte des 19. Jahrhunderts waren Vertreter des Adelsgeschlechts von Schönberg Erb-, Lehn- und Gerichtsherren der Stadt. Im zweiten Viertel des 16. Jahrhunderts kam es zu Auseinandersetzungen zwischen Grundherr und Bürgerschaft. Wilsdruff wurde erst während der Mitte des 16. Jh. ein Herrensitz, der bis 1700 zu einem dreiflügeligen Schlossbau erweitert wurde; der älteste Gebäudeteil, der Nordflügel, wurde bis 1820 abgetragen.
1423 wurde ein Rat mit Bürgermeister, Geschworenen und Stadtrichter ersterwähnt. Dieser Rat war vom Grundherren abhängig. Es gab in Wilsdruff erst 3, infolge Stadterweiterung 4 städtische Viertel (2 innerstädtische, 2 vorstädtische), denen jeweils ein für zwei Jahre amtierender Viertelsmeister (seit 1534 bezeugt) vorstand. Die personelle Trennung des Amtes von Stadtschreiber und Schulmeister erfolgte spätestens im frühen 17. Jahrhundert. Ein 1779 erwähntes 'Stadtbuch' (= Gerichtshandelsbuch ab 1446 ff.) geht verloren. 1546 wurde ein Rathaus an der höchsten Stelle des Marktplatzes (266 m über NN – Ecke Dresdner Straße) errichtet, welches durch mehrere Brände im Laufe der Zeit (zuletzt beim Stadtbrand am 5. Juni 1744) geschädigt und zerstört wurde. 1755/56 erfolgte ein Neuaufbau des Rathauses nach Plänen des kurfürstlich-sächsischen Accis-Baudirektors Samuel Locke, welches 1758 eingeweiht wurde.

### Wirtschaft und Gesellschaft
Für Wilsdruff ist eine typologische Einordnung als 'Ackerbürgerstadt' gebräuchlich, aber u. a. wegen des vergleichsweise starken Handwerkes, das infolge primärer Ausrichtung auf Stadt und Umland ausgewogen strukturiert war, ist dies problematisch. So gab es ein entwickeltes Brauwesen (etwa 60 bauberechtigte Hausgrundstücke in Innenstadt; ältestes Brauhaus [zugleich wahrscheinlich erstes Rathaus] bis 1836 auf Untermarkt). Während der frühen Neuzeit gab es eine zunehmende wirtschaftlich-gesellschaftliche Differenzierung zwischen Innenstadt und den vier Vorstädten, die während des späteren 16. Jahrhunderts und früheren 17. Jahrhunderts einen Wachstumsschub erfahren haben.

### Stadtbefestigung
1530 erfolgte der früheste Nachweis des Dresdner Tores als bewohntes Torhaus, welches ebenso wie drei weitere Stadttore zur Stadtbefestigung gehörte. Besonders der westliche Abschnitt der Stadtbefestigung ist in Form von Mauerresten erhalten. Eine fortifikatorische Funktion des ebenda verlaufenden, als Umgehungsweg und Seilerbahn genutzten Stadtgrabens ist strittig. 1845 wurde das bis dahin als Gefängnis und Ratsdienerwohnung dienende Freiberger Tor aus verkehrlichen Gründen abgebrochen.

### Schlesische Kriege
Der Siebenjährige Krieg verursacht eine nachhaltigere Rezession als der Dreißigjährige Krieg, so kam es (u. a. infolge der Nervenfieberepidemie 1759/60) zu zahlreichen Häuserwüstungen im letzten Drittel des 18. Jahrhunderts. Am 24. November 1762 wurde im Wilsdruffer Rathaus ein Waffenstillstandsvertrag zwischen Preußen und Österreich abgeschlossen.

### 19. Jahrhundert
Von dem in den 1870er Jahren einsetzenden Gründerboom war die etwas ländlich gelegene Stadt kaum betroffen. Erst 1886 erhielt der Ort Anschluss an das sächsische Schmalspurbahnnetz durch Eröffnung der Strecke Potschappel-Wilsdruff, die 1899 noch bis Nossen verlängert wurde. Unmittelbar darauf setzte eine zügige Entwicklung zur Industriestadt ein. In den 1890er Jahren entstanden die Wilsdruffer Möbelfabriken. Die Stadt entwickelte sich zu einem Zentrum der Küchen- und Schlafzimmermöbelherstellung, aber auch mehrere Baumschulen konnten angesiedelt werden. Nahezu zeitgleich begann eine intensive Bautätigkeit. Neben privatem Wohnungsbau setzte die Stadt auf Renommeeprojekte wie Rathaussanierung, Stadthaus, Elektrizitätswerk und förderte den Kirchenneubau. 1893 erhielt die Stadt bereits elektrische Straßenbeleuchtung, 1898 öffentlichen Fernsprechanschluss mit zunächst 13 Teilnehmern.

### 20. Jahrhundert
Im ersten Jahrzehnt erfolgte bis 1911 der Wasserleitungsbau. 1909 wurde die Schmalspurbahn Wilsdruff–Meißen-Triebischtal eröffnet. Wilsdruff erlebte vor dem Ersten Weltkrieg seine Blütezeit als Möbelstadt. 1906 ließ Möbelfabrikant Theodor Porsch den „Küchentisch mit herausziehbarem Aufwaschtisch“ patentieren. 1910 wurde das neue Schulgebäude eingeweiht, ein ebenfalls erwogener Rathausneubau scheiterte an den finanziellen Rahmenbedingungen. Noch 1912 erfolgte die Einführung eines Vierklassen-Wahlsystems für die Stadtverordnetenwahlen, um die aufstrebende Arbeiterschaft zurückzudrängen. Im November 1918 zwang der örtliche Arbeiterrat die städtischen Gremien zur Teilung der Macht. Nach dem Ersten Weltkrieg setzte eine umfangreiche öffentliche Bautätigkeit ein, die zur Errichtung eines geschlossenen Wohngebietes („Ministerviertel“) führte. Schrittweise siedelten sich nun Betriebe der Metall- und Fahrzeugindustrie, aber auch der Nahrungsmittelbranche an. 1926 wurde das legendäre Luft- und Schwimmbad eröffnet. 1936 erhielt die Stadt Anschluss an das Reichsautobahnnetz.
Während des Zweiten Weltkrieges war im Schloss Wilsdruff die Ahnenstammkartei des deutschen Volkes untergebracht. Das Schützenhaus beherbergte ein Lager für kriegsgefangene Zwangsarbeiter; Pfarrer Paul Richter verstarb 1942 im KZ Dachau. Im April 1945 sprengte die SS die Wilsdruffer Autobahnbrücke. Am 7. Mai wurde die zur Festung erklärte Stadt mit heftigem Artilleriebeschuss durch die Rote Armee belegt, der sie noch am gleichen Abend von den Wilsdruffer Bürgern Max Zschoke und Rudolf Kluß übergeben wurde.
1951 begann der Bau des weithin sichtbaren Funkturmes Wilsdruff als Mittelwellensender.
1952 wurde Wilsdruff in den neugebildeten Kreis Freital infolge der Verwaltungsreform eingegliedert. Zur Wende 1989/90 kam es zu zeitigen Aktivitäten des Neuen Forums und am 2. November 1989 fand die erste freie Bürgerversammlung statt. 1990 wurde die Städtepartnerschaft mit Graben-Neudorf beschlossen. Im Zuge der Kreisreform am 1. August 1994 entschied sich Wilsdruff anders als der übrige Landkreis Freital und wechselt zum Landkreis Meißen. Am 9. Juli 1998 wechselt Wilsdruff in den Weißeritzkreis, der am 1. August 2008 im Landkreis Sächsische Schweiz-Osterzgebirge aufging.

### 21. Jahrhundert
Durch die Eingemeindungen und insgesamt zahlreichen Zuzüge wurde die Stadt zur Kommune mit dem größten Bevölkerungszuwachs in Sachsen. Ralf Rother (CDU) wurde 2003 zum neuen Bürgermeister Wilsdruffs gewählt. Der ehemalige Wilsdruffer Bürgermeister Arndt Steinbach (bis 2002; CDU) wurde Landrat im Landkreis Meißen. Am 19. September 2003 erfolgte die Einweihung des sanierten (alten) Rathauses, dessen Erstbau nach Hausgrundstückstausch um 1546 an der nordöstlichen Ecke des Marktes errichtet worden war und multifunktionale Bedeutung (u. a. Festsaal, Kaufhaus, Archiv, Gefängnis [Anbau]) hatte. Es besitzt das erste Turm-Glas-Glockenspiel der Welt.

### Eingemeindungen
Kaufbach wurde 1973 eingemeindet. Limbach folgte 1974. 1996 kam Helbigsdorf-Blankenstein hinzu. Grumbach (1998) nach einem Bürgerentscheid, Mohorn (2000) und Kesselsdorf (2001) waren die weiteren ehemaligen Gemeinden, die eingegliedert wurden.
| Ehemalige Gemeinde       | Datum            | Anmerkung                               |
| ------------------------ | ---------------- | --------------------------------------- |
| Birkenhain               | 1. Juli 1950     | Eingemeindung nach Limbach              |
| Blankenstein             | 1. Januar 1974   | Eingemeindung nach Helbigsdorf          |
| Braunsdorf               | 1. März 1994     | Eingemeindung nach Kesselsdorf          |
| Grumbach                 | 9. Juli 1998     |                                         |
| Helbigsdorf              | 1. Dezember 1994 | Umbenennung in Helbigsdorf-Blankenstein |
| Helbigsdorf-Blankenstein | 1. Januar 1996   |                                         |
| Herzogswalde             | 1. Januar 1974   | Eingemeindung nach Mohorn               |
| Kaufbach                 | 1. Januar 1973   |                                         |
| Kesselsdorf              | 1. August 2001   |                                         |
| Kleinopitz               | 1. Januar 1973   | Eingemeindung nach Braunsdorf           |
| Limbach                  | 1. Januar 1974   |                                         |
| Mohorn                   | 1. August 2000   |                                         |
| Oberhermsdorf            | 1. Januar 1973   | Eingemeindung nach Braunsdorf           |

### Entwicklung der Einwohnerzahl
| Jahr   | Einwohner |
| ------ | --------- |
| 13000  | 0300      |
| 15500  | 0601      |
| 18150  | 1.258     |
| 18300  | 1.650     |
| 1834 ¹ | 1.831     |
| 1837 ¹ | 1.942     |
| 1840 ¹ | 2.046     |
| 1843 ¹ | 2.135     |
| 1846 ¹ | 2.260     |
| 1849 ¹ | 2.342     |
| 1852 ¹ | 2.496     |
| 1855 ¹ | 2.494     |
| 1858 ¹ | 2.540     |
| 1861 ¹ | 2.562     |
| 1864 ¹ | 2.483     |

| Jahr   | Einwohner |
| ------ | --------- |
| 1867 ¹ | 2.435     |
| 1871 ¹ | 2.547     |
| 1875 ¹ | 2.569     |
| 1880 ¹ | 2.649     |
| 1885 ¹ | 2.747     |
| 1890 ¹ | 2.971     |
| 1895 ¹ | 3.116     |
| 1900 ¹ | 3.757     |
| 1905 ¹ | 3.901     |
| 1910 ¹ | 3.845     |
| 1919 ¹ | 3.731     |
| 1925 ¹ | 3.818     |
| 1933 ¹ | 3.933     |
| 1939 ¹ | 3.985     |
| 1945 ¹ | 4.492     |

| Jahr      | Einwohner |
| --------- | --------- |
| 1998 ²    | 05.909    |
| 1999 ²    | 06.011    |
| 2000 ²    | 08.477    |
| 2001 ²    | 13.541    |
| 2002 ²    | 13.708    |
| 2003 ²    | 13.743    |
| 2004 ²    | 13.773    |
| 20070     | 13.682    |
| 20080     | 13.710    |
| 2009 ²    | 13.671    |
| 2010 ²    | 13.746    |
| 2011 ²    | 13.767    |
| 02012 ² ³ | 13.550    |
| 2013 ²    | 13.570    |
| 20150     | 14.066    |

| Jahr   | Einwohner |
| ------ | --------- |
| 2017 ² | 14.140    |
| 2018 ² | 14.217    |

## Gedenkstätten
Eine Gedenktafel in der Kreuzkapelle auf dem Hauptfriedhof erinnert an den evangelischen Geistlichen und Hitlergegner Paul Richter, der 1942 im KZ Dachau sein Leben verlor.
Im September 2015 wurden in Wilsdruff zwei Stolpersteine zum Gedenken an die Opfer der nationalsozialistischen Gewaltherrschaft verlegt.

## Religionen
Neben den evangelisch-lutherischen Kirchgemeinden Wilsdruff-Limbach, Kesselsdorf, Grumbach und Mohorn, die im Kirchgemeindebund Wilsdruff-Freital organisiert sind, gibt es in Wilsdruff die römisch-katholische Pfarrei St. Pius X.

## Politik

### Stadtrat
Der Stadtrat von Wilsdruff zählt 22 Stadträte. Die Sitzverteilung stellt sich nach dem noch vorläufigen amtlichen Endergebnis der letzten Stadtratswahl am 9. Juni 2024 wie folgt dar:
- CDU: 8 Sitze
- AfD: 8 Sitze
- Wir Wilsdruffer: 4 Sitze
- Linke: 1 Sitz
- Grüne: 1 Sitz

| Stadtrat ab 2024Insgesamt 22 Sitze - Linke: 1 - Grüne: 1 - WW: 4 - CDU: 8 - AfD: 8 | Liste           | 2024   | 2024   | 2019   | 2019   | 2014   | 2014   |
| Stadtrat ab 2024Insgesamt 22 Sitze - Linke: 1 - Grüne: 1 - WW: 4 - CDU: 8 - AfD: 8 | Liste           | Sitze  | in %   | Sitze  | in %   | Sitze  | in %   |
| Stadtrat ab 2024Insgesamt 22 Sitze - Linke: 1 - Grüne: 1 - WW: 4 - CDU: 8 - AfD: 8 | CDU             | 8      | 37,4   | 9      | 36,7   | 13     | 54,6   |
| Stadtrat ab 2024Insgesamt 22 Sitze - Linke: 1 - Grüne: 1 - WW: 4 - CDU: 8 - AfD: 8 | AfD             | 8      | 34,5   | 7      | 28,6   | –      | –      |
| Stadtrat ab 2024Insgesamt 22 Sitze - Linke: 1 - Grüne: 1 - WW: 4 - CDU: 8 - AfD: 8 | Wir Wilsdruffer | 4      | 19,6   | 4      | 18,2   | 5      | 21,1   |
| Stadtrat ab 2024Insgesamt 22 Sitze - Linke: 1 - Grüne: 1 - WW: 4 - CDU: 8 - AfD: 8 | Linke           | 1      | 3,4    | 1      | 7,7    | 3      | 14,1   |
| Stadtrat ab 2024Insgesamt 22 Sitze - Linke: 1 - Grüne: 1 - WW: 4 - CDU: 8 - AfD: 8 | Grüne           | 1      | 2,8    | 1      | 4,7    | –      | –      |
| Stadtrat ab 2024Insgesamt 22 Sitze - Linke: 1 - Grüne: 1 - WW: 4 - CDU: 8 - AfD: 8 | SPD             | –      | –      | –      | 4,1    | 1      | 7,0    |
| Stadtrat ab 2024Insgesamt 22 Sitze - Linke: 1 - Grüne: 1 - WW: 4 - CDU: 8 - AfD: 8 | FDP             | –      | –      | –      | –      | –      | 3,2    |
| Stadtrat ab 2024Insgesamt 22 Sitze - Linke: 1 - Grüne: 1 - WW: 4 - CDU: 8 - AfD: 8 | Wahlbeteiligung | 72,9 % | 72,9 % | 69,7 % | 69,7 % | 53,1 % | 53,1 % |

### Bürgermeister
Bürgermeister ist seit 2003 Ralf Rother (CDU).
| Wahl | Bürgermeister | Vorschlag | Wahlergebnis (in %) |
| ---- | ------------- | --------- | ------------------- |
| 2024 | Ralf Rother   | CDU       | 94,9                |
| 2017 | Ralf Rother   | CDU       | 77,7                |
| 2010 | Ralf Rother   | CDU       | 96,8                |
| 2003 | Ralf Rother   | CDU       | 67,1                |

### Städtepartnerschaft
Mit Graben-Neudorf in Baden-Württemberg besteht seit 1990 eine Städtepartnerschaft.

## Sehenswürdigkeiten
- siehe auch: Liste der Kulturdenkmale in Wilsdruff

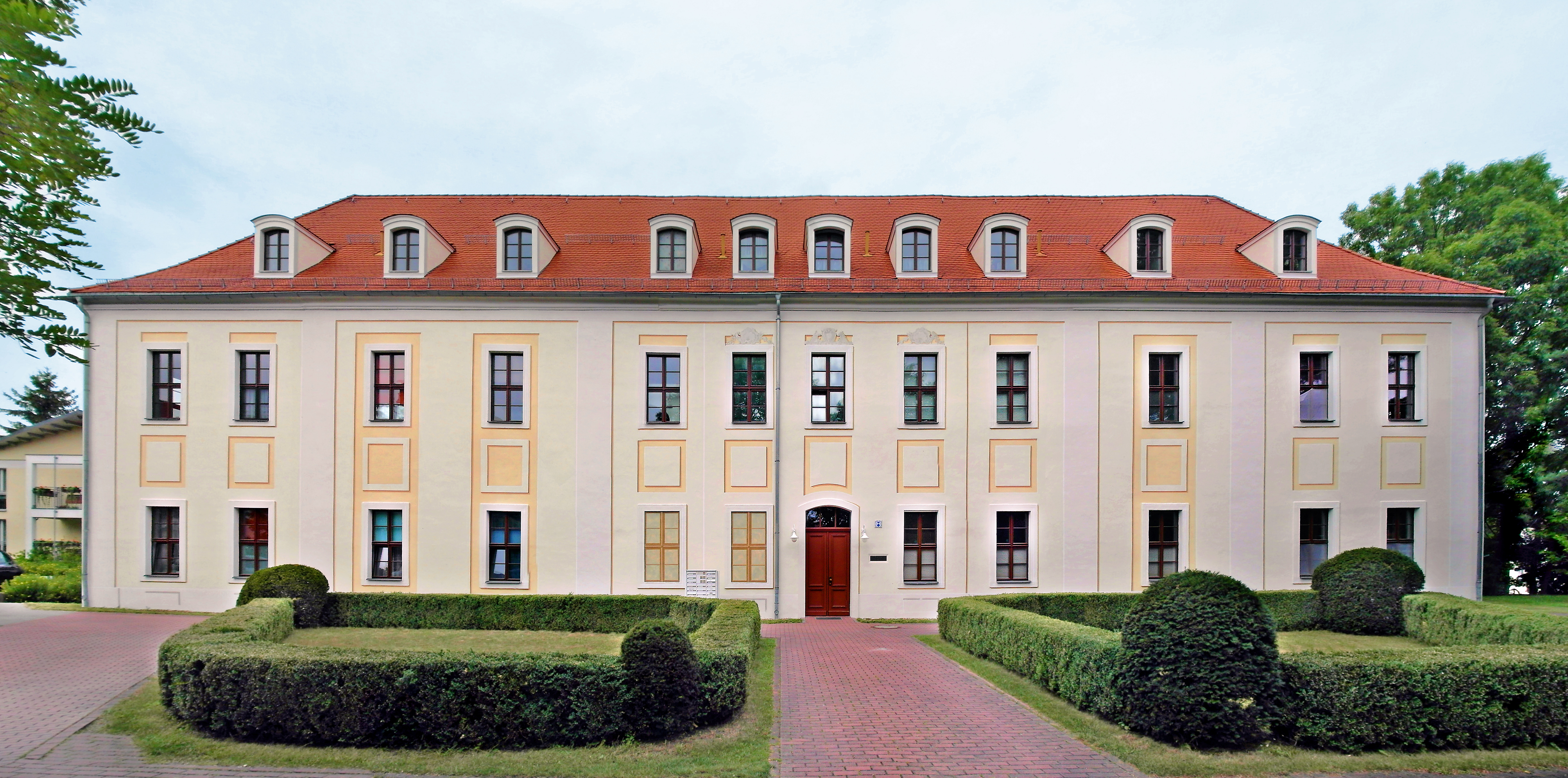
Schloss Wilsdruff (17. Jh.), heute Wohnungen. Zustand 2016.

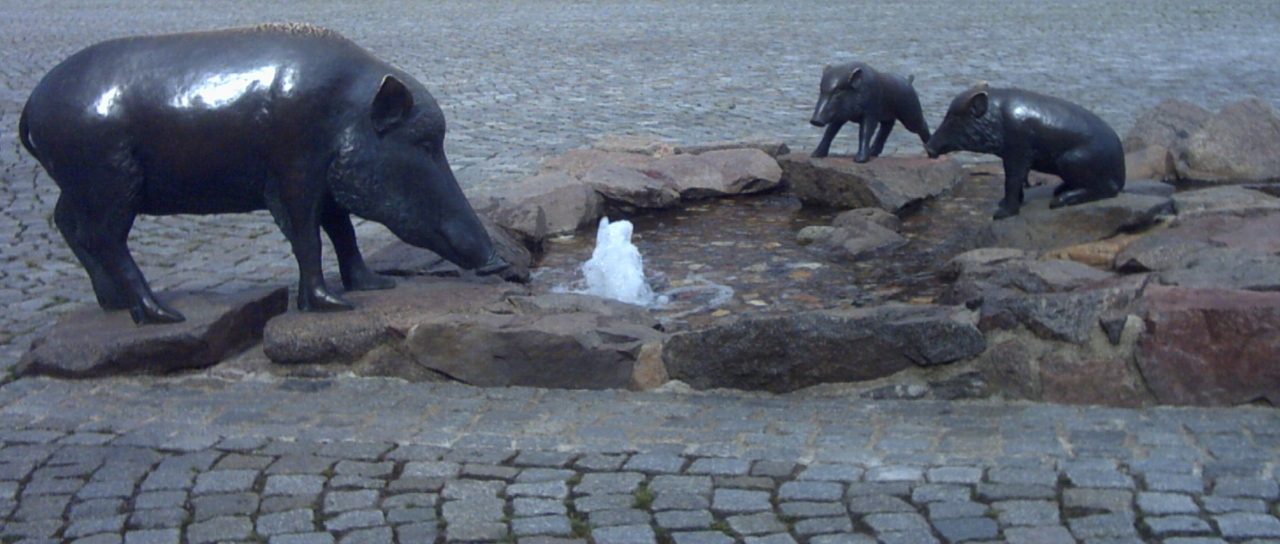
Die Bronzeplastik steht auf dem Marktplatz von Wilsdruff und bezieht sich auf die Sage von einer Bache und ihren Frischlingen; diese stoßen beim Wühlen auf die Quelle des Baches „Wilde Sau“.

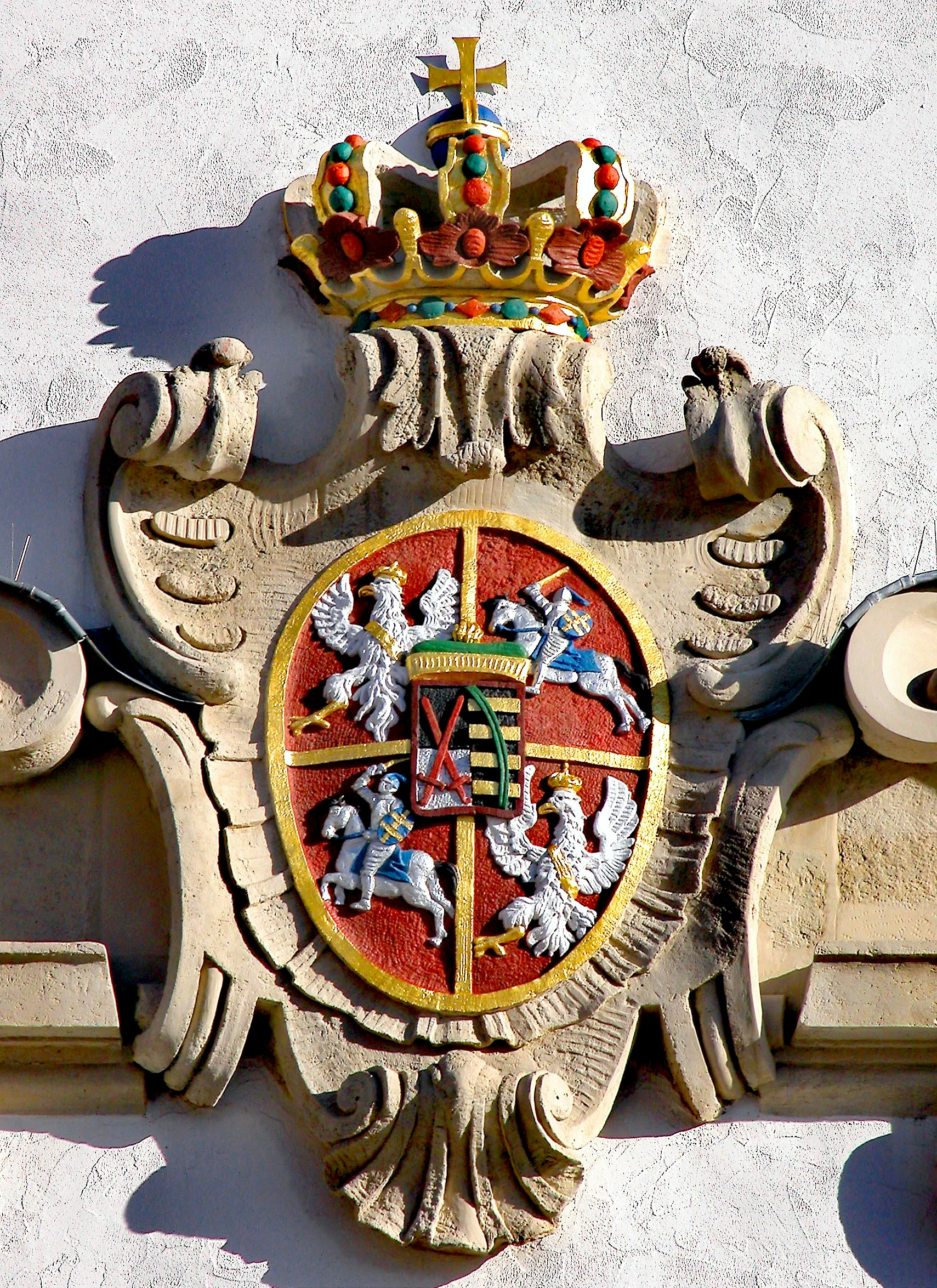
Sächsisch-Polnisches Wappen (1755) am Rathaus

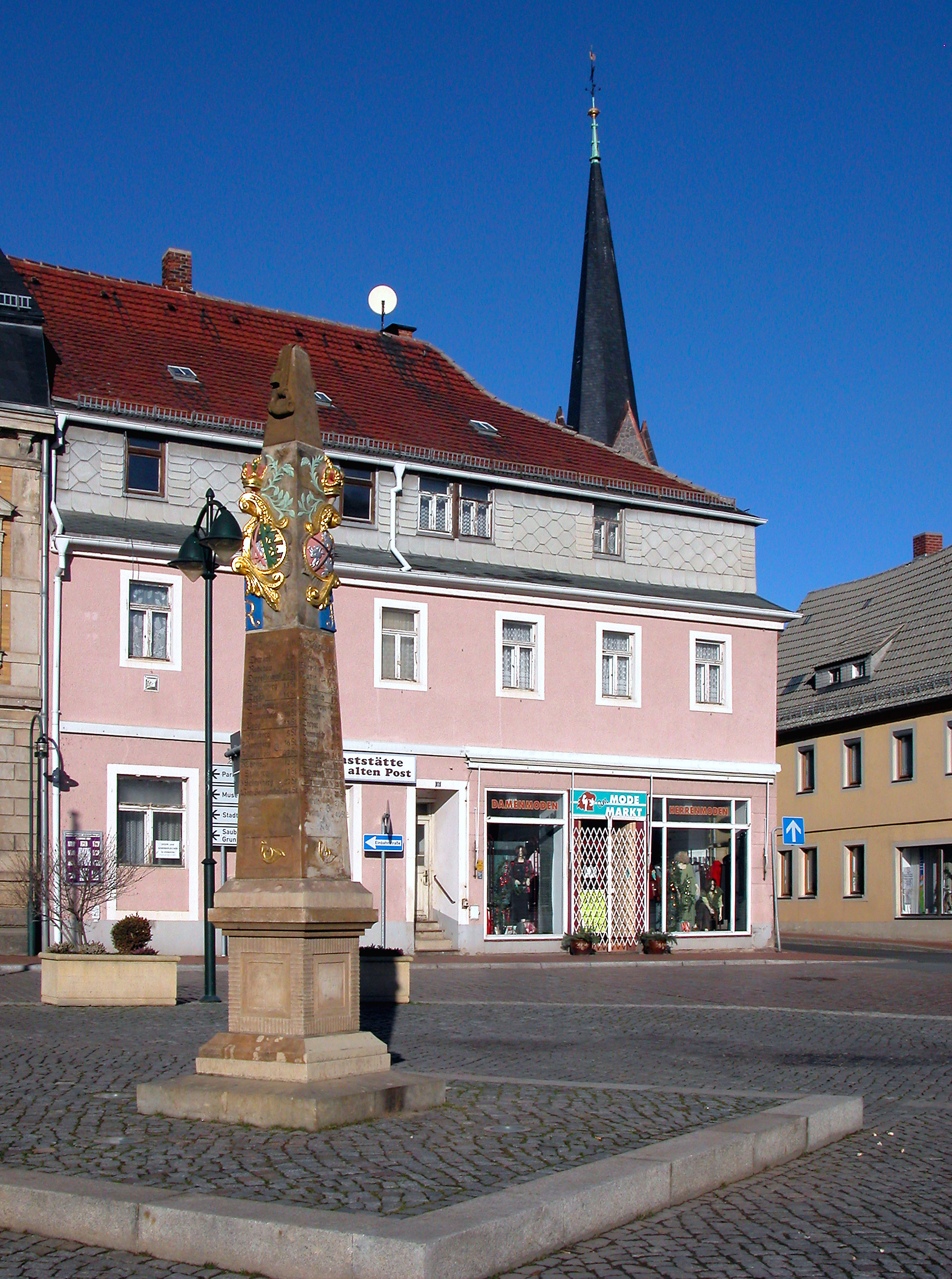
Wilsdruff. Kursächsische Postdistanzsäule von 1730 am Markt.

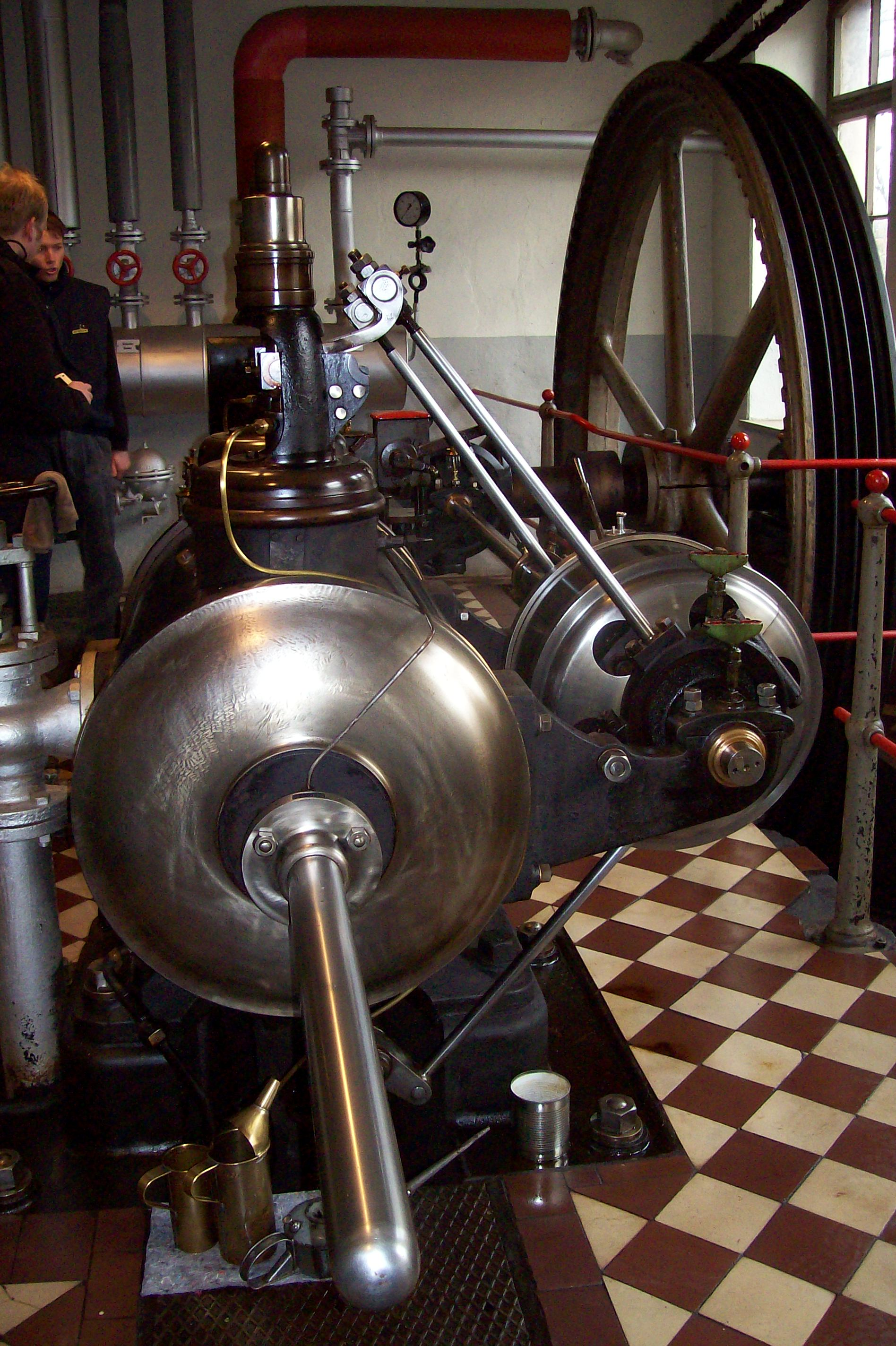
Möbelstadt-Museum und Dampfmaschinenschauanlage an der Fabrikstraße

- Stadtzentrum mit Marktplatz:

Rathaus,
Nikolaikirche, Schloss und Piuskirche
- Jakobikirche mit angrenzendem Ehrenfriedhof (seit 24. Juni 2005: 30. ökumenische Autobahnkirche)
- eine der ältesten Kirchenglocken Sachsens mit Ritzzeichnungen (sogenannte Bennoglocke im Dachreiter der Jakobikirche), zwei weitere, einst mit dieser Glocke ein Geläut bildende Glocken, von denen eine 1447 entstand, heute in der Kirche des Ortsteiles Limbach
- Heimatmuseum der Stadt Wilsdruff (Regionalmuseum des Wilsdruffer Landes) mit Sonderausstellungen
- 4 funktionstüchtige Dampfmaschinen (davon eine stationäre und eine fahrbare 'Lokomobile') in zwei Firmen auf der Fabrikstraße 1 und 2
- Funkamt und Funkturm Wilsdruff (hierzu Ausstellung im Heimatmuseum)
- erstes Turmglasglockenspiel der Welt (im Turm des Rathauses am Markt)
- rekonstruierte kursächsische Postdistanzsäule mit Originalwappenstück von 1730 vor dem Rathaus am Markt
- rekonstruierter, zweitgrößter Schmalspurbahnhof Europas (Wilsdruffer Schmalspurbahnnetz) als Vereinshaus mit Schmalspurbahn- und Feuerwehrmuseum

### Naturschutz
- Siehe auch: Liste der Naturdenkmale in Wilsdruff

## Kultur

### Regelmäßige Veranstaltungen
- Markttag immer donnerstags auf dem Marktplatz
- Filmfestival Wilsdruff (Amateurfilme, seit 1985) am letzten Freitag u. Samstag im April
- Feuerwehrfest, am ersten Juniwochenende
- alljährliche Dorffeste in den Ortsteilen in den Sommermonaten
- Wilsdruffer Techniktreff, seit 2023 im April
- Blasmusikfest, jährlich am Tag der deutschen Einheit
- Rasse-Kaninchenausstellung (seit 1934), Ausstellung exotischer Vögel (seit 1972), Zucht-Geflügelausstellung (seit 1935), Rassehundeausstellung
- conZoom (freie Fotoausstellung, seit 1994) am Toten-/ Ewigkeitssonntag
- monatlicher Fototreff im Kulturbahnhof Wilsdruff, jeden zweiten Mittwoch im Monat
- Lichterfest zum 1. Advent
- Adventskonzerte des evangelischen Kirchenchors (2. Adventssonntag) und des katholischen Kirchenchors (Samstag des 3. Advents)

## Wirtschaft und Infrastruktur

### Wirtschaft

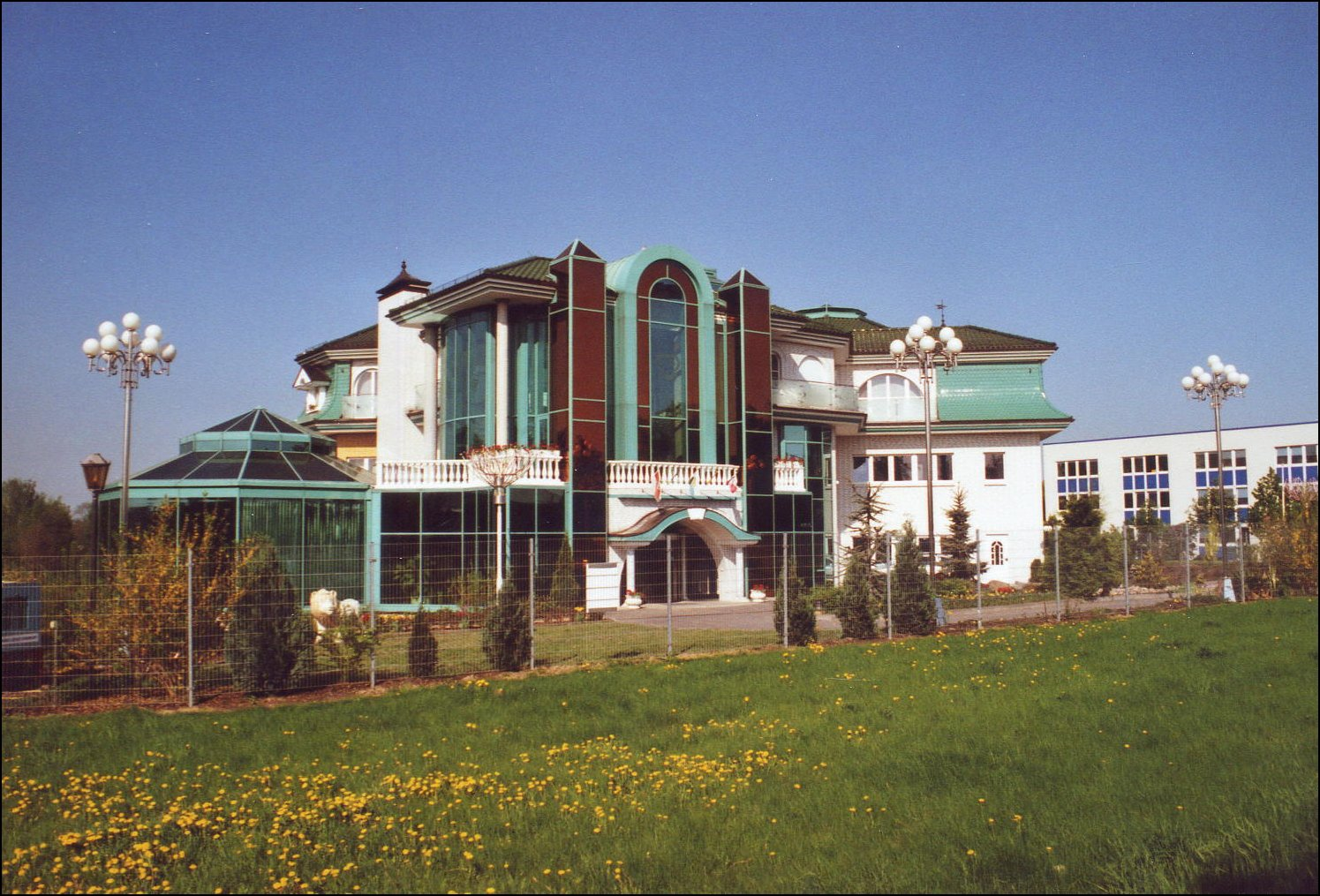
Grumbach: Firmenzentrale der Preiss-Daimler Group

Aufgrund der Nähe zur Bundesautobahn 4 und der seit 1990 von Dresden ausgehenden wirtschaftlichen Suburbanisierung hat sich Wilsdruff in den letzten Jahren zu einem vergleichsweise starken Wirtschaftsstandort entwickelt. 2004 verzeichnete die Stadt 366 Beschäftigte je 1.000 Einwohner, während Sachsen im Schnitt nur 318 Beschäftigte je 1.000 Einwohner aufwies. Auch die Steuereinnahmekraft ist mit 427 € je Einwohner (Sachsen: 369 € je Einwohner) überdurchschnittlich hoch. Demgegenüber liegt die Arbeitslosigkeit mit 74 Arbeitslosen je 1.000 Einwohner deutlich unter dem Landesschnitt von 92 Arbeitslosen je 1.000 Einwohnern (Angaben für 2004). Dabei ist der lokale Branchenmix breit gestreut. Er umfasst neben den typischen städtischen Handwerken und Dienstleistungen verschiedene mittelständische Unternehmen u. a. im Baugewerbe, dem Großhandel, dem Logistikbereich und dem produzierenden Gewerbe (u. a. Herstellung von Flugzeugteilen). Das über 80 Hektar große Gewerbegebiet in Kesselsdorf ist eines der größten in Sachsen. Eine tragende Säule des Wirtschaftsstandortes Wilsdruff ist die Firmengruppe Preiss-Daimler (P-D), die ihre Firmenzentrale im Ortsteil Grumbach hat. Die P-D Group ist die größte konzernunabhängige Unternehmensgruppe Sachsens. Dem Firmenverbund gehören 20 weltweit operierende Unternehmen an, die v. a. im Bereich der Produktion von Glaserzeugnissen, Glasseide und -fasern, Feuerfestmaterial und Stahlkonstruktionen tätig sind. Die Firmen erwirtschafteten 2003 einen Umsatz von 457 Millionen € und zählen mittlerweile etwa 6.500 Mitarbeiter.

### Verkehr

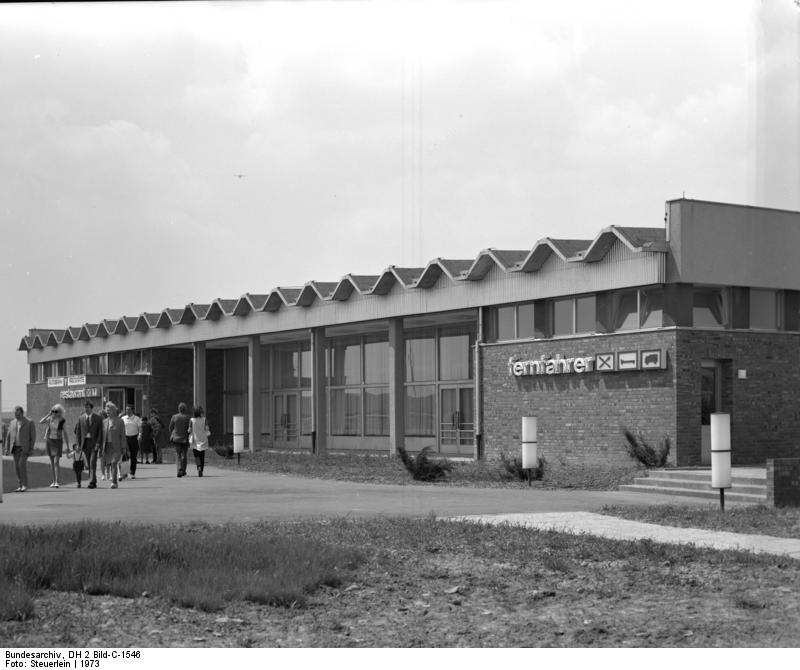
Autobahnraststätte (1973); Dach aus VT-Falten

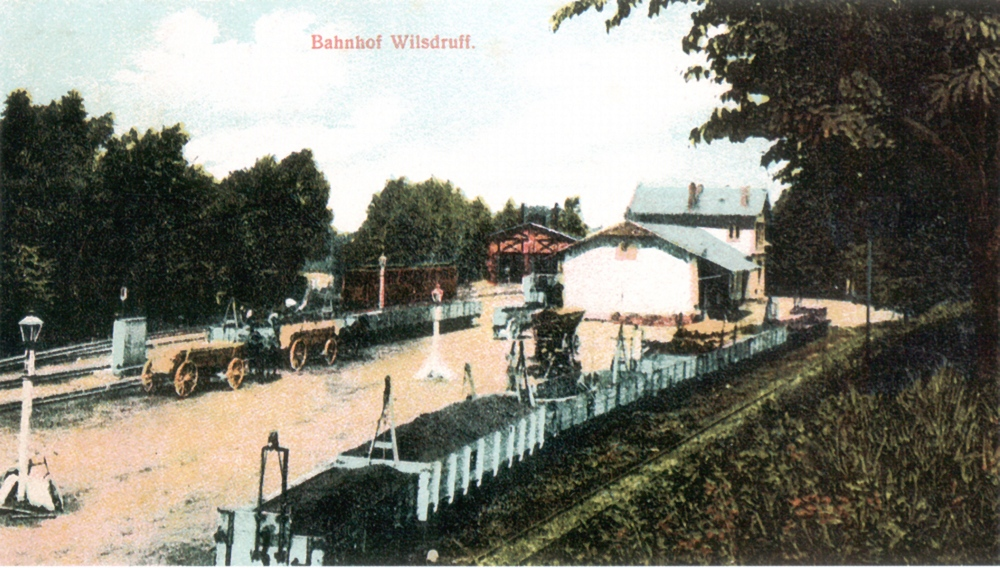
Kleinbahnhof, um 1890

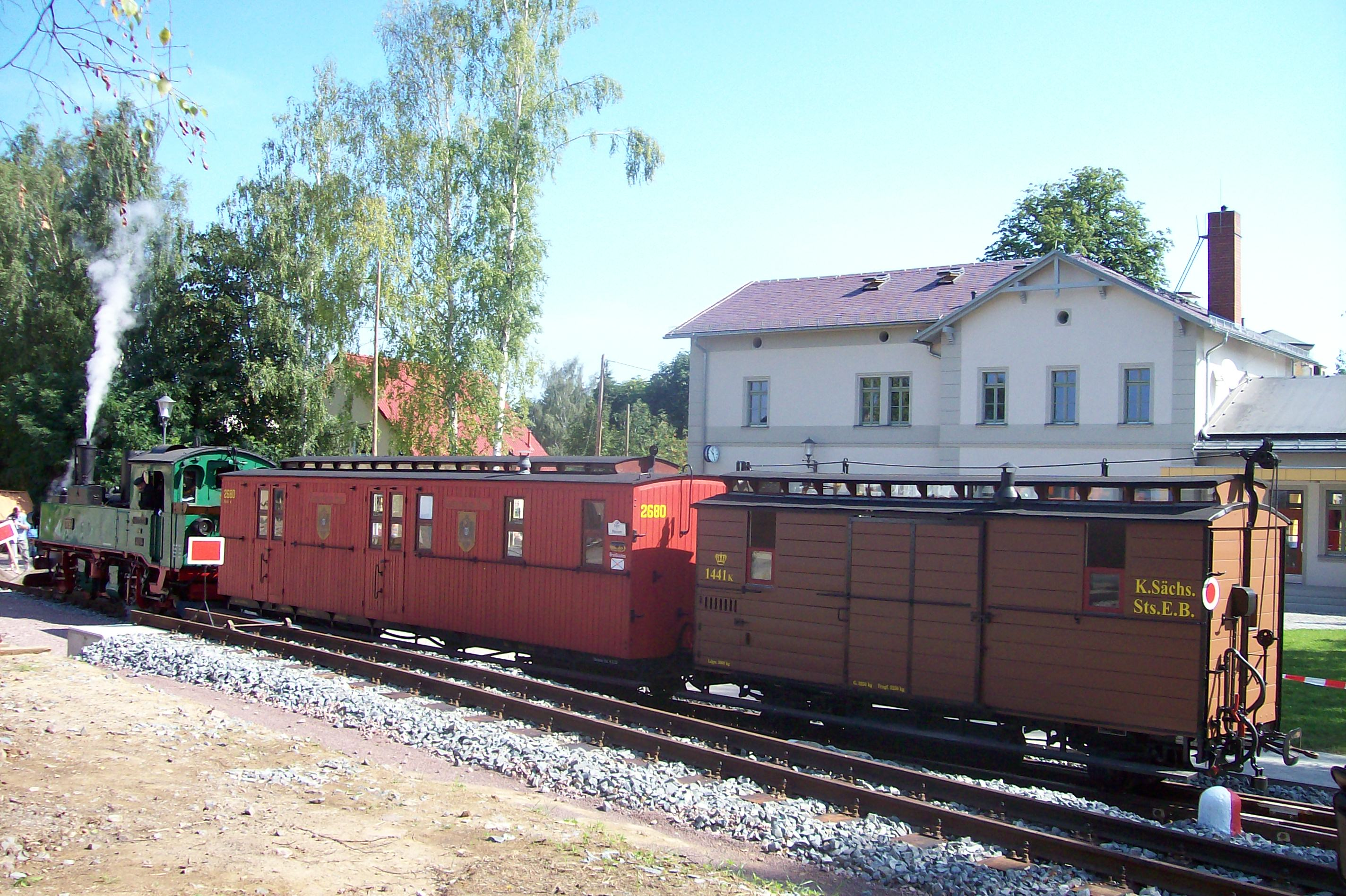
Wiederinbetriebnahme des Kleinbahnhofes zur 750-Jahr-Feier beim Stadtfest 2009

Bundesautobahn 4 Abfahrt Wilsdruff, Bundesautobahn 17 Abfahrt Dresden-Gorbitz (am Ortsteil Kesselsdorf), Wilsdruffer Autobahnraststätte in beide Richtungen (seit 1997 in „Dresdner Tor“ umbenannt), B 173.
Nachbarort der Landeshauptstadt Dresden und der Großen Kreisstadt Freital, 16 km bis Meißen, 21 km bis Freiberg, 15 Minuten zum Flughafen Dresden-Klotzsche, 16 km (25 Minuten) zum Stadtzentrum Dresden.
Von 1886 bis 1972 besaß Wilsdruff einen Bahnhof, der betrieblicher Mittelpunkt des sogenannten Wilsdruffer Schmalspurnetzes war. Die historischen Bahntrassen, u. a. zwischen Freital und Kesselsdorf sowie Wilsdruff und Mohorn, werden heute als regionale Rad- und Wanderwege genutzt.
Das Ultraleichtfluggelände Mohorn liegt etwa 8,5 km südwestlich von Wilsdruff im Ortsteil Mohorn.

### Ansässige Unternehmen
Die Discounter-Firma Aldi-Nord ist mit einer ihrer Regionalniederlassungen in Wilsdruff ansässig, zuzüglich eines großflächigen Zentrallagers.
Die Firma Eberspächer betreibt seit 2011 eine Fabrik zur Produktion von Euro-VI-Abgasanlagen für Nutzfahrzeuge in Wilsdruff.

### Bildung
- Grundschule Wilsdruff (Neubau im Sommer 2002 abgeschlossen)
- Grundschule Oberhermsdorf
- Grundschule Mohorn
- Evangelische Grundschule Grumbach
- Oberschule Wilsdruff
- Gymnasium Wilsdruff

### Sportstätten
- Saubachtalhalle (3-Feldersporthalle; seit Oktober 2001)
- Parkstadion mit Tartanbahn, Groß- und Kleinfeld, Stabhochsprunganlage, Flutlicht usw. (seit Herbst 2000)
- zwei ältere Turnhallen
- mehrere Sportanlagenneubauten in den Ortsteilen
- Sporttreff Kesselsdorf (erbaut 2003)

## Persönlichkeiten
siehe auch: Grumbacher Persönlichkeiten, Kesselsdorfer Persönlichkeiten 

### Söhne und Töchter der Stadt
- Caspar Rudolph von Schönberg (1572–1628), Beamter
- Georg August von Breitenbauch (1731–1817), Kammerrat in Weimar, Dichter, Schriftsteller, Agrarökonom und Gelehrter

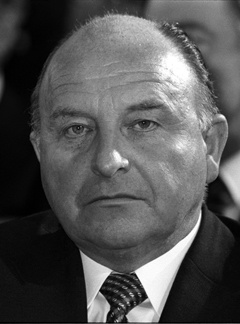
Siegfried Buback 1976

- Eduard Herrmann Volkmar Ficker (1801–1861), Theologe
- Karl Heinrich Schier (1802–1869), Arabist
- Karl Christian Friedrich Ulbricht (1813–1861), Graveur
- Emil Neubert (1832–1916), Handelsgärtner
- Gottlieb Robert Knöfel (1834–1884), Schuhmacher, Gründer des Dresdner Arbeiterbildungsvereins und von 1862 bis 1866 Stadtverordneter in Dresden
- Carl Heinrich Boerner (1844–1921), Präsident des OLG Dresden, wirkte an der Entstehung des BGB mit
- Friedrich Anton Reiche (1845–1913), Unternehmer, Fabrikant von Blechformen und Blechspielzeug und der Gründer der Schokoladenformen- und Blechemballagenfabrik in Dresden
- Paul Kirsten (1853–1942), Schriftsteller
- Hans Lorenz (1865–1940), Ingenieurwissenschaftler
- Richard Fuchs (1873–1938), Reichstagsabgeordneter und Landtagsabgeordneter in Elsaß-Lothringen (SPD)
- Max Zschoke (1873–1952), Stadtrat (SPD) und Buchhändler, rettete am 7. Mai 1945 unter Einsatz seines Lebens die Stadt vor drohender Zerstörung
- Johannes Kunz (1884–1946), Amtshauptmann
- Hans Bake (1885–1975), Verwaltungsjurist, Amtshauptmann, Landrat und Ministerialrat
- Otto Joschko (1901–1971), Politiker (SPD) und Landtagsabgeordneter in Nordrhein-Westfalen
- Felix Funk (1905–1976), deutscher Maler und Zeichner im Stil der Dresdner Neuen Sachlichkeit
- Ilse Lichtenstein-Rother (1917–1991), Grundschulpädagogin, die sich besonders für den Anfangsunterricht und den Sachunterricht engagierte
- Siegfried Buback (1920–1977), Jurist, Generalbundesanwalt, starb durch einen terroristischen Anschlag der RAF
- Joachim Knabe (1921–2005), Chemiker und Pharmazeut
- Gerhard Einert (1923–2000), Schauspieler
- Rolf Görner (1924–2009), Psychologe und Heimatkundler
- Werner Neubert (* 1929), Journalist und Hochschullehrer
- Peter Petzold (* 1949), Gewichtheber
- Christine Scheiblich (* 1954), Ruderin, Olympiasiegerin 1976 und vierfache Weltmeisterin im Einer

### Personen, die mit der Stadt in Verbindung stehen
- Georg Andrä (1851–1923), Rittergutsbesitzer in Braunsdorf, Funktionär und Politiker, MdL (Königreich Sachsen)
- Artur Kühne (1881–1950), Wilsdruffer Lehrer und Schulleiter, Heimatforscher und Begründer der Wilsdruffer Heimatsammlung
- Paul Richter (1894–1942), ab 1928 evangelischer Pfarrer in Wilsdruff, Gegner des Nationalsozialismus, im KZ Dachau gestorben
- Hermann Scheipers (1913–2016), katholischer Pfarrer in Wilsdruff von 1950 bis 1962, Überlebender des KZ Dachau
- Erika Krause (1924–2017), Moderatorin, Quizmasterin und Buchautorin, 1943 bis 1945 Kindergärtnerin in Wilsdruff
- Manfred Ranft (1926–2016), Wilsdruffer Lehrer, Heimat- und Naturforscher
- Michael Sellin (* 1952), Musiker und Texter („Eh die Liebe stirbt“), verbrachte den größten Teil seiner Kindheit in Wilsdruff
- Helmar Federowski (* 1946), Musiker und Bruder der Sängerin Ina-Maria Federowski, der als Tontechniker zahlreiche Schallplattenproduktionen des DDR-Staatslabels Amiga betreute, lebt im Ort und betreut den örtlichen Wilandes-Chor
- DJ Happy Vibes (* 1966), Rundfunk und TV Entertainer unter dem richtigen Namen Andreas Hofmann, 2012 Europäischer Musikpreis Soundaward für sein Werk German History
- Arndt Steinbach (* 1968), Kommunalpolitiker (CDU), Landrat des Landkreises Meißen, langjähriger Bürgermeister von Wilsdruff

### Ehrenbürger
- 1852 Johann Gottlieb Obenaus – Mädchen-Schullehrer und Kirchner
- 1895 Otto von Bismarck – preußischer Ministerpräsident und deutscher Reichskanzler
- 1895 Heinrich Leberecht Funke – Stadtrat, Sparkassenkontrolleur und Friedensrichter
- 1909 Friedrich Anton Reiche – Blechwarenfabrikant in Dresden-Plauen
- 1911 Gottfried Dinndorf – Stadtrat, Stellmachermeister
- 1912 Theodor Goerne – Stadtrat, Kolonialwarenhändler
- 1927 Louis Wehner – Stadtrat, Weißwoll-, Manufaktur-, Kolonial- und Fischwarenhändler
- 1933 Paul von Hindenburg (1990 offiziell aberkannt)
- 1933 Adolf Hitler (1990 offiziell aberkannt)
- 2007 Rolf Görner (1924–2009), Psychologe, Hochschullehrer, ehrenamtlicher Museumsleiter, Träger des Bundesverdienstkreuzes (2007)
- 2013 Hermann Scheipers, Prälat, kath. Pfarrer von 1952 bis 1960, Überlebender des KZ Dachau